# Overlock-Nähmaschine

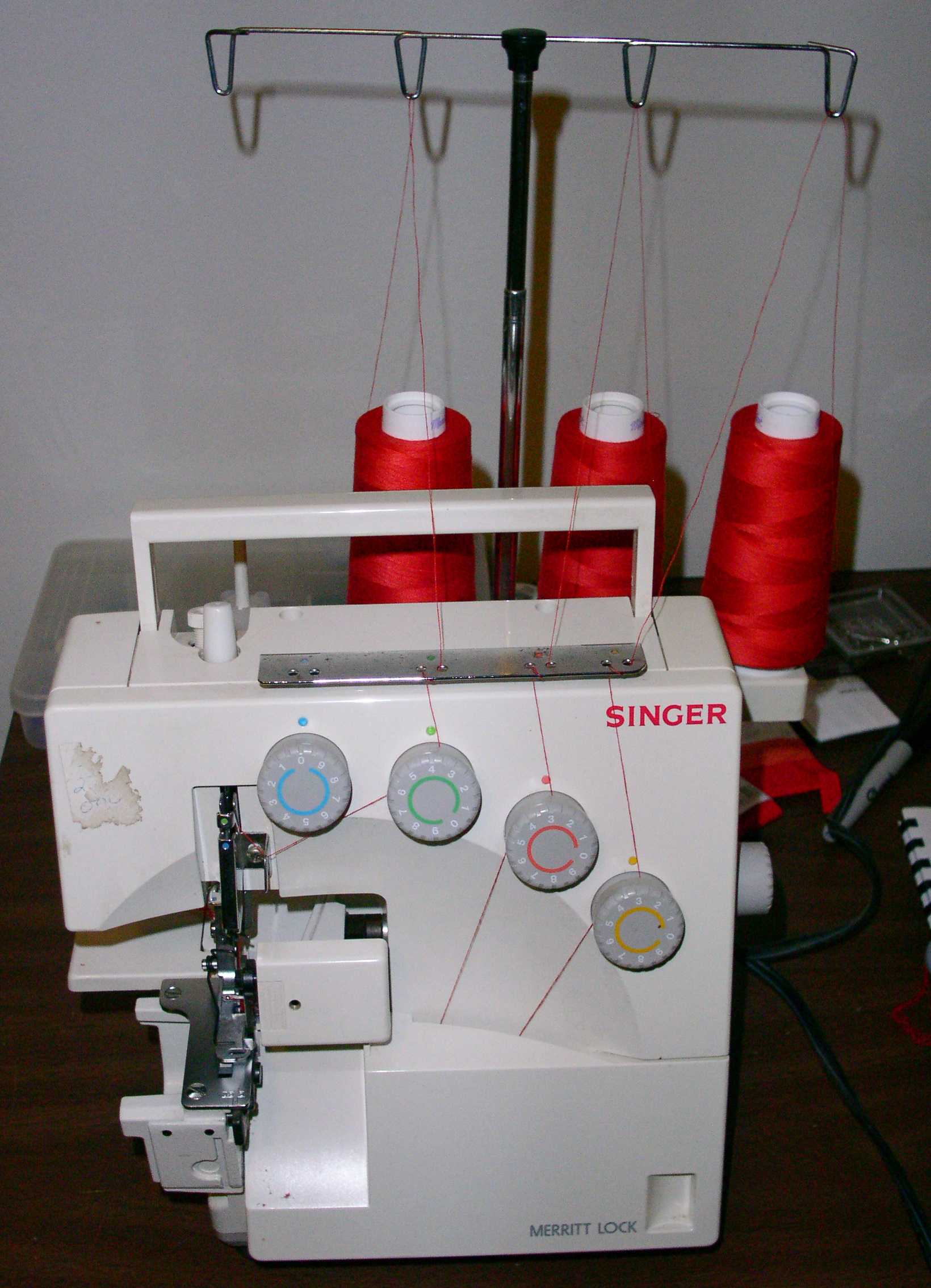
Singer 14U344B

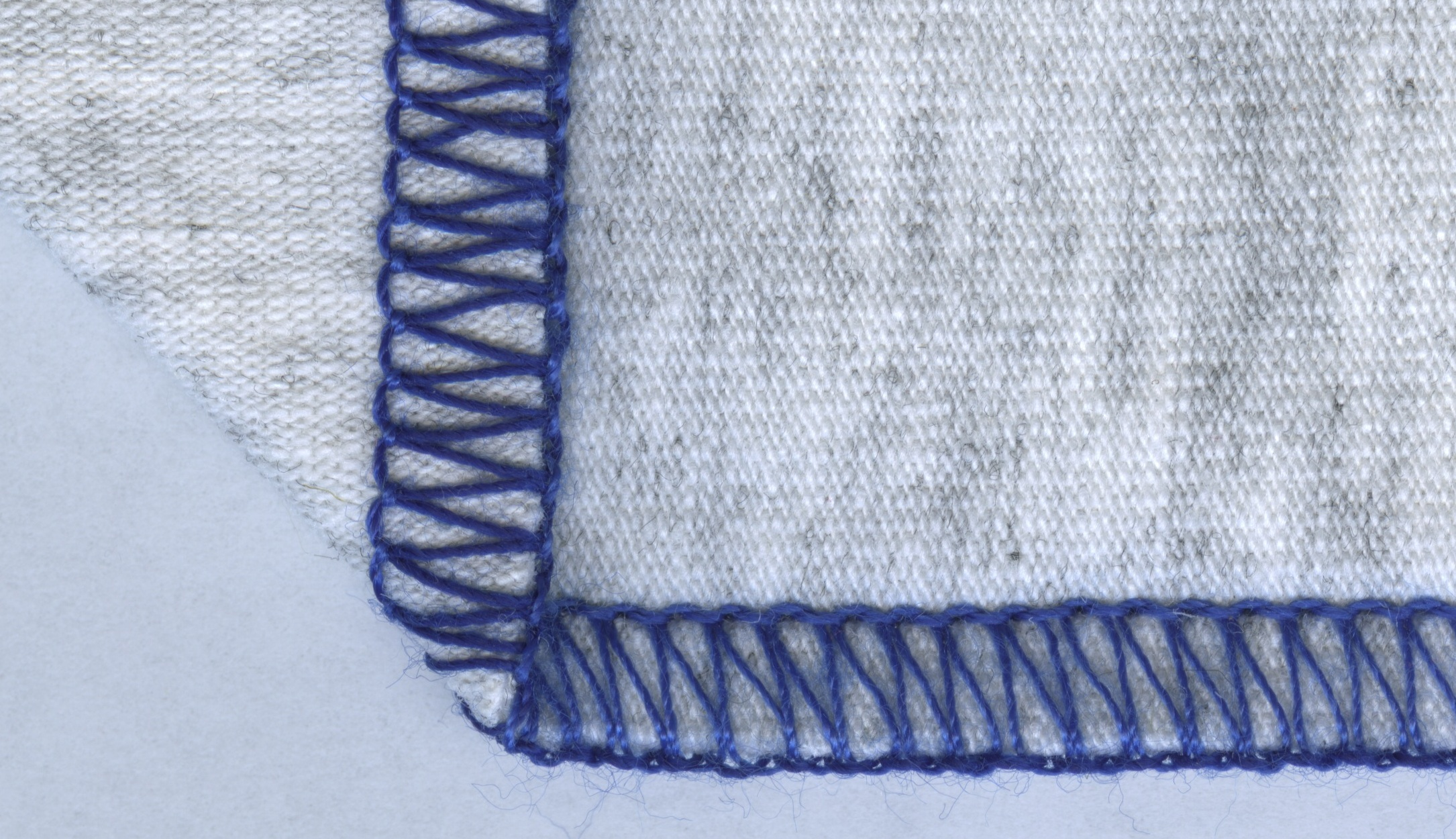
Vierfädige Overlock-Naht

Eine Overlock-Nähmaschine (kurz: Overlock) dient dazu, Stoff in einem Arbeitsgang mit einem Overlockstich zusammenzunähen, zu versäubern und präzise abzuschneiden. Dies ist sehr zeitsparend und ermöglicht das schnelle Erstellen von professionellen Nähten. Früher wurde die Overlock hauptsächlich in der Industrie benutzt. Mittlerweile wird sie auch in vielen Privathaushalten verwendet. Eine Overlock kann eine normale Nähmaschine nicht ersetzen, da sie für viele Funktionen, wie das Annähen von Knöpfen und das Nähen von Knopflöchern ungeeignet ist. Dafür ist sie auf Stoffkanten spezialisiert und kann diese schneller und präziser bearbeiten als eine gewöhnliche Nähmaschine. Ausgestattet ist jede Overlock mit mindestens zwei Fäden. Je nach Modell können Sticharten mit zwei, drei, vier oder fünf Fäden erstellt werden. Zwei Messer, ein oberes und ein unteres, sind für das Abschneiden des Stoffes zuständig. Das obere Messer ist beweglich, während das untere feststeht. Bei den meisten Overlock-Nähmaschinen kann das obere Messer deaktiviert werden, damit Stoff auch bearbeitet werden kann, ohne ihn abzuschneiden. Jede Overlock besitzt des Weiteren eine oder zwei Nadeln und zwei Greifer, einen oberen und einen unteren. Damit können verschiedene Nahtsorten erstellt werden.